# Gornji Daruvar
Gornji Daruvar (česky Horní Daruvar) je sídlo, část opčiny Daruvar, jež se nachází v Bjelovarsko-bilogorské župě v západní části Slavonie v Chorvatsku. V Horním Daruvaru žije česká menšina; v roce 1991 tvořili Češi více než třetinu obyvatel vesnice. V místě funguje Obvodní škola Základní školy Jana Amose Komenského Daruvar, která poskytuje vzdělání v modelu A (všechny předměty v českém jazyce).

## Název
Hornímu Daruvaru se lidově říká Podbory (Podborje).

## Česká beseda
Česká beseda (jak se nazývají spolky Čechů v Chorvatsku, v Srbsku a v Bosně a Hercegovině) vznikla v Horním Daruvaru v roce 1933 (divadelní spolek však fungoval už od roku 1924). V současné době (2019) má 203 členů a pěveckou, divadelní a hudební skupinu.

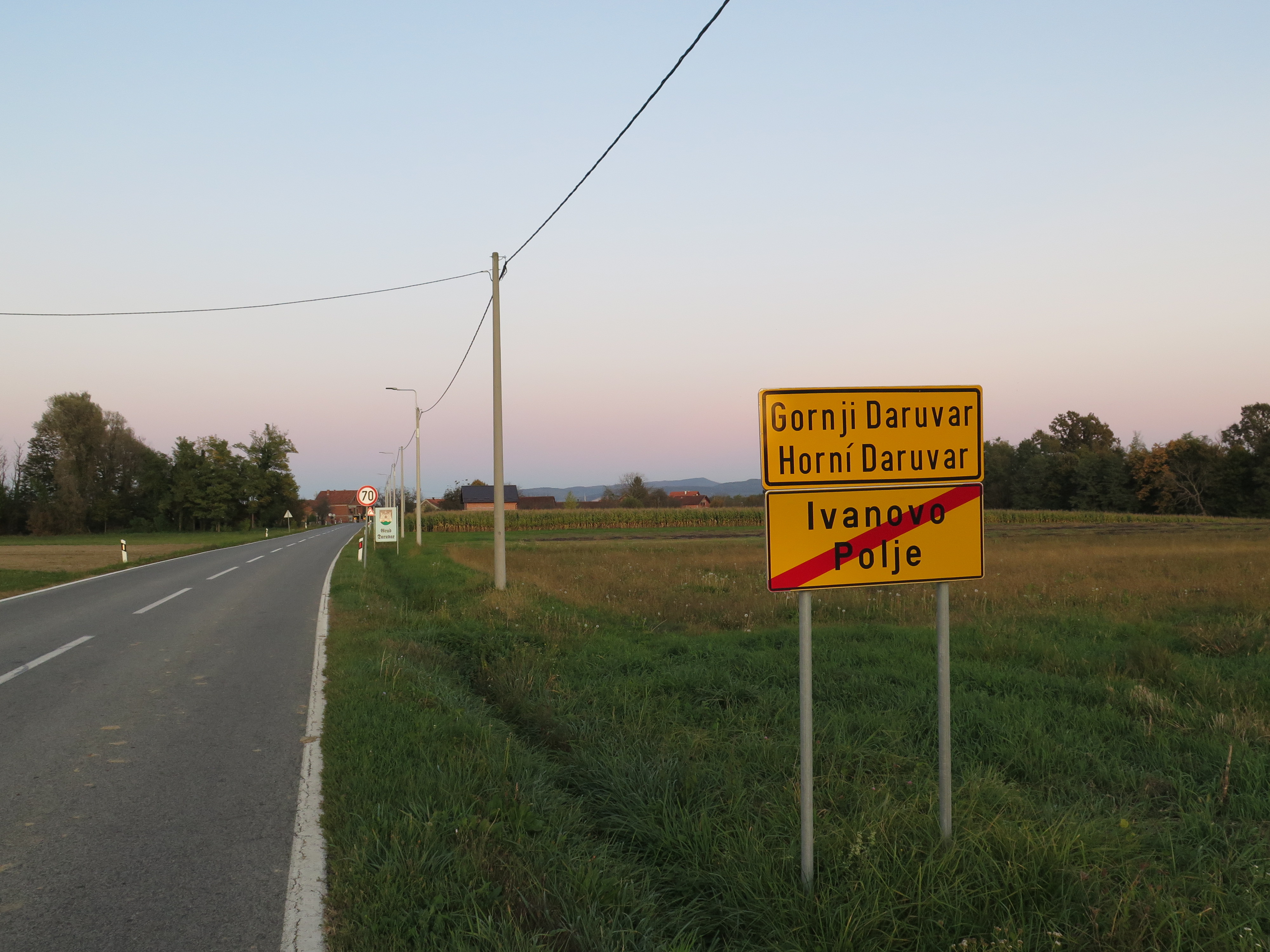
Vjezd do Horního Daruvaru od Ivanova Polje s dvojjazyčnou tabulí